# カーティス音楽院
カーティス音楽院（英語: The Curtis Institute of Music）は、アメリカ合衆国ペンシルベニア州フィラデルフィアに本部を置くアメリカ合衆国の音楽大学。1924年創立、1924年大学設置。

## 概要
1924年にメアリ・ルイーズ・カーティス・ボックにより、本来は、ウィーン国立音楽大学とウィーン・フィルハーモニー管弦楽団の関係に倣って、フィラデルフィア管弦楽団の水準を満たすような楽団員の養成機関をめざして設立された。設立当初から、ピアノ科、オルガン科、声楽科、作曲科の学課が設けられていた。政府認可の音楽大学の他に、非認可で独自の卒業基準を定めた修了課程も併設する音楽学校でもある。
連邦政府の奨学金の対象学校であり、学校独自の奨学金制度がある。2024年7月時点では全学生が何かしらの奨学金や経済補助を受けている。
ピアノ科、指揮科、作曲科を除いて、オーケストラ一組またはオペラ団一組に当たる人数しか入学を許可されず、入学は極めて難しい。20年前は入学年齢制限を設けていたが、現在は設けていない。
小学校、中学校や高校を卒業していない学生については、これらの基礎的教育を受けることが強く求められており、付近の高校等に重ねて在籍可能である。高校卒業資格を取得するまでは、大学のコースを終了しても学士の学位授与が保留される。

## 教員
過去の校長は、ピアニストのヨゼフ・ホフマン、作曲家のランダル・トンプソン、ヴァイオリニストのエフレム・ジンバリスト、ピアニストのルドルフ・ゼルキン、オーボエ奏者のジョン・デ・ランシーである。1995年から2005年度まではゲイリー・グラフマンが校長を務め、校長退任後もピアノ科教授を勤続した。2006年度からは、フィラデルフィア管弦楽団首席ビオラ奏者のロベルト・ディアスが選任された。
1933年から1938年まで、名指揮者フリッツ・ライナーが指揮科の教授をつとめた。レナード・バーンスタイン、ルーカス・フォス、ワルター・ヘンドルはこの時にライナーに指揮の指導を受けた。

## 著名な出身者
五十音順
- アーロン・ローザンド
- アラン・ギルバート
- アンナ・モッフォ
- イェフィム・ブロンフマン
- 江藤俊哉
- サミュエル・バーバー
- ジャン＝カルロ・メノッティ
- パーヴォ・ヤルヴィ
- ハイメ・ラレード
- ピーター・ゼルキン
- ピエレット・アラリー
- ヒラリー・ハーン
- ホルヘ・ボレット
- ラン・ラン
- リーラ・ジョセフォウィッツ
- リチャード・グード
- リン・ハレル
- レイ・チェン
- レナード・バーンスタイン
- レナード・ローズ
- ユジャ・ワン